# Montévrain
Montévrain (franskt uttal: [mɔ̃tevʁɛ̃]
 ( lyssna)) är en kommun i departementet Seine-et-Marne i regionen Île-de-France i norra Frankrike. Kommunen ligger i kantonen Lagny-sur-Marne som tillhör arrondissementet Torcy. År 2022 hade Montévrain 14 847 invånare.

## Befolkningsutveckling
| Befolkningsutvecklingen i Montévrain 1968–2021 | Befolkningsutvecklingen i Montévrain 1968–2021 | Befolkningsutvecklingen i Montévrain 1968–2021 | Befolkningsutvecklingen i Montévrain 1968–2021 | Befolkningsutvecklingen i Montévrain 1968–2021 |
| ---------------------------------------------- | ---------------------------------------------- | ---------------------------------------------- | ---------------------------------------------- | ---------------------------------------------- |
|                                                |                                                |                                                |                                                |                                                |
| År                                             |                                                |                                                | Folkmängd                                      |                                                |
| 1968                                           | 1968                                           |                                                | 1 031                                          |                                                |
| 1975                                           | 1975                                           |                                                | 1 091                                          |                                                |
| 1982                                           | 1982                                           |                                                | 1 147                                          |                                                |
| 1990                                           | 1990                                           |                                                | 1 794                                          |                                                |
| 1999                                           | 1999                                           |                                                | 3 149                                          |                                                |
| 2007                                           | 2007                                           |                                                | 5 509                                          |                                                |
| 2015                                           | 2015                                           |                                                | 10 337                                         |                                                |
| 2021                                           | 2021                                           |                                                | 13 934                                         |                                                |